# Español centroamericano
El español centroamericano comprende un conjunto de variedades diferentes del idioma español empleado en las repúblicas centroamericanas de Guatemala, El Salvador, Honduras, Nicaragua, y Costa Rica, junto con el estado sureño mexicano de Chiapas. En muchos casos, las variedades de español centroamericano presentan rasgos intermedios entre las variantes conservadoras (llamadas a veces "de las tierras altas") y radicales del continente (llamadas a veces "de las tierras bajas"). El principal punto de cohesión común del español hablado en Centroamérica es el voseo.
El español panameño no se clasifica como una variante del español centroamericano, sino como una subvariante del español caribeño.

## Aspectos fonológicos

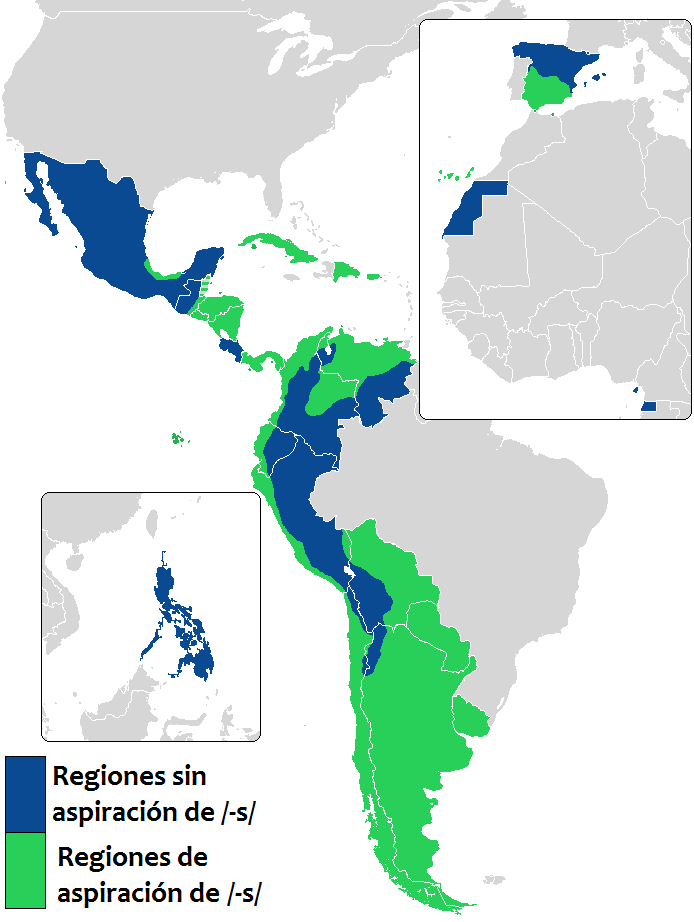

Pese a algunas tendencias comunes, cada país de Centroamérica cuenta con características propias en su habla; aunque todos los países comparten varios rasgos léxicos y fonéticos comunes, formando un continuo, no puede hablarse de una variedad centroamericana homogénea.
Entre las tendencias propias de las variantes centroamericanas, compartidas también por el español caribeño, están la aspiración de /-s/ final o en sílaba trabada ([h]). Esta tendencia es más acentuada en Nicaragua y Honduras, y se da en menor medida en El Salvador y algunas zonas de Guatemala. Esta es la “s final aspirada”, tal como se pronuncia en muchas variantes de Andalucía y Canarias, y actualmente, según el erudito filólogo, Rafael Lapesa, también muy divulgada en diversas provincias castellano-manchegas. En algunas regiones de El Salvador tiene un sonido silbante. La /-s/ en Costa Rica, a diferencia del resto de Centroamérica, es implosiva y más bien se hace un énfasis al pronunciarlas antes de consonante o al final de una palabra.
En Nicaragua, Honduras y El Salvador, los fonemas /r/ (vibrante múltiple) y /ɾ/ (vibrante simple) son vigorosamente vibrantes, las "erres" son particularmente fuertes con la vibración lingual múltiple del fonema /r/ característico del castellano estándar peninsular y de muchos países hispanoamericanos. En ciertas áreas de Guatemala, el alófono principal /r/ es la variante fricativa [ʐ] como en el norte de España (La Rioja, Navarra, el País Vasco y zonas de Aragón o del interior de Ecuador y Perú y casi toda Bolivia). En Costa Rica pronuncian la "rr" no como un trino alveolar, como se hace en la mayoría de las regiones de habla española, sino como una aproximante alveolar sonora. Esta ocurre espontáneamente, en cualquier posición de la palabra y afecta tanto a la "r" trinante como a la simple. Esta variante ocurre más comúnmente en las zonas rurales y convive con la primera. Popularmente en Costa Rica a este fenómeno se le conoce como 'R' arrastrada o vaga.
En las zonas rurales de El Salvador, Honduras y Costa Rica las palabras terminadas en -ud, -ad se pronuncian sin [-d]; por ejemplo: unidad [uniˈð̞a] latitud [latiˈtu]. También, en algunas ocasiones, cuando una palabra termina en -s y la siguiente empieza con una vocal, la /s/ suena como "j". Las combinaciones /e/+/o/, a veces también suenan como "io" [jo] (por ejemplo, de hoy [diˈoj]); /o/+/e/ > [we]; /o/+/a/ > [wa] toalla > [ˈtwaʝa]; y, al igual que en otros países hispanoamericanos, la preposición para a veces se pronuncia como pa'  (este rasgo también se da en el español meridional de España y en otras regiones). Un ejemplo que involucra varios de estos cambio sería:
Pero hay que ir a las ocho en punto de hoy
"peru hay qu'ir a laj'och'uen punto di'hoy"
Las oclusivas sordas suelen cambiar de bilabial a velar: aceptar > "acectar" o concepto > "concecto". El siguiente fenómeno no es parte de la norma culta y es considerado un vulgarismo, por las clases sociales medias y altas: el semivocalizar las oclusivas (perfecto > "perfeito") o el asimilarlas con la consonante subsecuente.
En toda Centroamérica, las intervocálicas /b/, /d/ y /g/ son aproximantes plenas y no muestran indicios de neutralizarse como en otras partes de Hispanoamérica.
También existe una pronunciación aspirada [h] de la "j" castellana, sonando como "h" aspirada inglesa o alemana como en el resto de países de Hispanoamérica: La típica "jota jadeante" radical andaluza, caribeña y centroamericana, en contraste con la realización uvular [χ] del español castellano (excepto en la zona centro-norte de El Salvador) o a la realización velar [x] presente en México, Argentina, la sierra de Bolivia y Perú.
No existe confusión de líquidas /l/ y /r/ como sucede comúnmente en las zonas del Caribe.
El siguiente alófono se considera un vulgarismo en toda Centroamérica: La /s/ se torna también [h] en posición inicial de sílaba para disimilarse de otra dentro de una misma palabra (necesidad > nehesidá(d)). Esto no ocurre en Guatemala ni Costa Rica, ni en ninguna de las otras repúblicas centroamericanas entre las personas instruidas, pues esto se asocia, por lo general, a personas de bajo nivel cultural. Este también es un fenómeno típico por otra parte de Hispanoamérica como lo es Colombia.[cita requerida] En Centroamérica, esta pronunciación es de muy poco prestigio, y no ocurre entre las clases medias o altas.
El ceceo se ha reconocido en puntos de El Salvador y Honduras, el noreste de Costa Rica y en buena parte de Nicaragua.

## Morfología

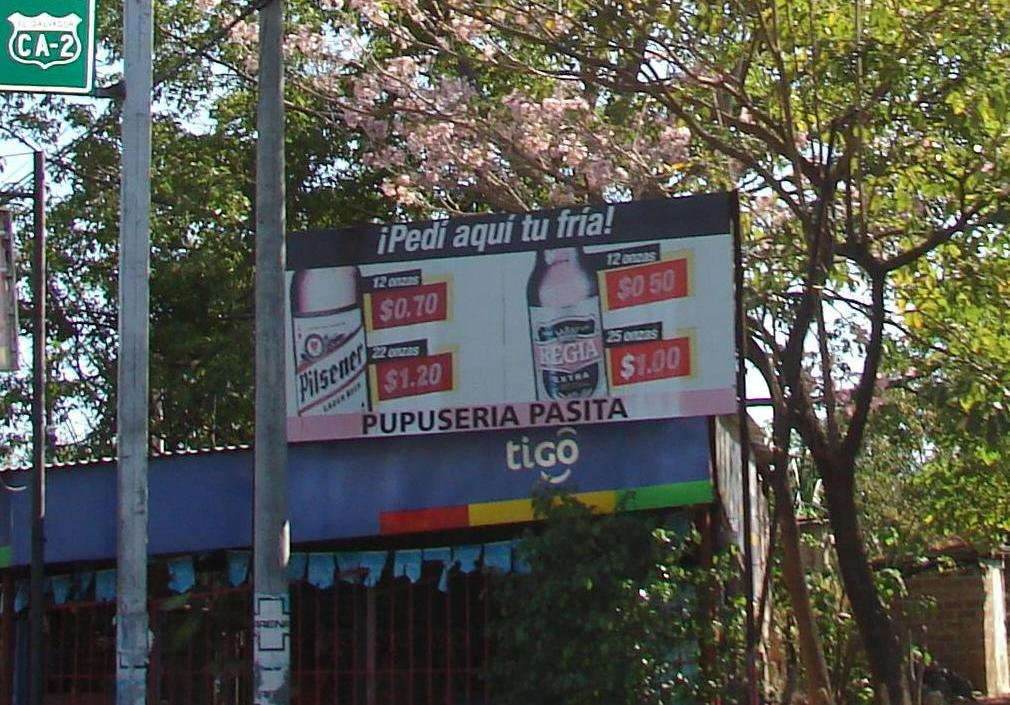
Uso del voseo en El Salvador.

El pronombre «vos» es predominante entre todas las clases sociales centroamericanas y es parte de la norma culta. En Guatemala y El Salvador, las capas medias y altas son completamente voseantes como en Honduras y Nicaragua. En Nicaragua, el uso del pronombre «vos» es la norma culta y de todas las capas sociales. En los últimos años, el voseo también se comienza a utilizar en los medios de comunicación escritos: en periódicos, revistas, y en todo tipo de publicaciones. En Costa Rica el «usted» es la forma dominante, pero el voseo también es muy usado, en especial entre familiares, amigos y personas cercanas al locutor. El tuteo es mal visto y amonestado socialmente, esto debido al ustedeo informal, predominante en algunas zonas Costa Rica. En El Salvador, Honduras y Nicaragua la forma «usted» se conserva sin cambios; al igual que en España, y a diferencia de otros dialectos hispanoamericanos, tiene valor de respeto y es sumamente inusual entre hablantes que se conocen, en contextos informales y entre familiares. En Guatemala se usan los dos pronombres «tú» y «vos» juntos. Se emplea el voseo entre amigos y familia mientras el tuteo se usa en conversaciones entre un hombre y una mujer.

## Vocabulario
Las palabras usadas por personas instruidas, de términos afables aceptados por la norma escrita culta de América Central: no de modismos o vulgarismos.
A un "establecimiento donde se venden abarrotes", en Guatemala "Abarrotería", en El Salvador y Guatemala, "Tienda"; en Honduras, Nicaragua y Costa Rica, "Pulpería" o "Minisúper".  A una "Bebida carbonatada" en Guatemala se le dice "Agua" o "Gaseosa"; en El Salvador "Gaseosa" o "Soda"; en Nicaragua "Gaseosa"; en Costa Rica  y Honduras "fresco"
Existen muchas palabras de origen centroamericano muy útiles, las cuales ya han sido recogidas por el diccionario de la Real Academia Española.  Por ejemplo: "íngrimo" (un superlativo de "solo", el cual incluye mucho más que el vocablo "solísimo");  "ingrido" (se aplica a alguien tan concentrado que no se percata de lo que le rodea); "fachento" (un superlativo de jactancioso). El verbo "chinear" (también registrado por la RAE) es extremadamente útil, ya que simplifica el idioma.
Existen muchas palabras de origen centroamericano, las cuales ahora tienen un uso normal en el lenguaje escrito, incluso en el ámbito transnacional. Muchos etimólogos parecen darle mucho crédito a la teoría de que la palabra "chancho" como adjetivo y sustantivo (de "cerdo") y berrinche tienen también origen centroamericano.
A pesar de que el español centroamericano guarda una coherencia interna en cuanto al léxico, es posible distinguir varias zonas diferenciadas sobre todo por el uso de determinados indigenismos. Mientras Guatemala y Honduras presentan una larga lista de nahuatlismos en su vocabulario, el resto de países centroamericanos son más ricos en términos antillanos.
E incluso es posible presentar una tabla con algunos ejemplos de indoamericanismos exclusivos de cada región del istmo americano.

| Guatemala, Honduras, El Salvador y Nicaragua | Costa Rica y Panamá  |
| ocote `leña’                                 | bocaracá ‘serpiente’ |
| guacal ‘fruto’                               | guayabón ‘árbol’     |
| caite ‘calzado’                              | auyama ‘calabaza’    |

### Predilección de palabras usadas en Centroamérica comparadas con las utilizadas en otras regiones
| En Centroamérica                                           | En México                      | En el español rioplatense              | En España                                              |
| ---------------------------------------------------------- | ------------------------------ | -------------------------------------- | ------------------------------------------------------ |
| amarrar                                                    | amarrar                        | atar                                   | atar                                                   |
| agarrar                                                    | agarrar                        | agarrar                                | coger                                                  |
| apartamento / departamento                                 | departamento                   | departamento                           | apartamento / piso                                     |
| apurarse                                                   | apurarse / darse prisa         | apurarse                               | darse prisa                                            |
| bravo, enojado                                             | enojado                        | enojado                                | enfadado                                               |
| bujía, foco                                                | foco                           | lamparita / foco / bombita de luz      | bombilla                                               |
| calcetín / media                                           | calcetín                       | media                                  | calcetín                                               |
| carro                                                      | carro / coche / auto           | auto / coche                           | coche                                                  |
| chequera                                                   | chequera                       | chequera                               | talonario [de cheques]                                 |
| chofer / motorista                                         | chofer                         | conductor / chofer                     | conductor                                              |
| cocinar o cocer (los frijoles o la carne)                  | cocer / cocinar                | cocinar                                | cocinar / cocer                                        |
| echar gasolina / fulear (castellanizado del inglés < full) | poner gasolina                 | cargar nafta / GNC / etc.              | echar gasolina                                         |
| estampilla / sello [postal]                                | timbre / estampilla            | estampilla                             | sello / timbre / estampilla                            |
| desempleado                                                | desempleado                    | desocupado / desempleado               | desempleado / parado                                   |
| melocotón / durazno                                        | durazno                        | durazno                                | melocotón                                              |
| mejilla, cachete                                           | cachete / mejilla (formal)     | cachete / mejilla (formal)             | mejilla, cachete                                       |
| fósforo                                                    | cerillo                        | fósforo                                | cerilla                                                |
| jugo                                                       | jugo                           | jugo                                   | zumo                                                   |
| manejar (ser conductor) o conducir (ser conducido)         | manejar                        | manejar / conducir (formal)            | conducir                                               |
| papa ("patata" es una clase de papa)                       | papa                           | papa                                   | patata / papa ("patata frita" en el norte de Alicante) |
| portero                                                    | portero                        | arquero (Argentina) / golero (Uruguay) | portero                                                |
| recibirse / graduarse                                      | recibirse / graduarse (formal) | recibirse / graduarse (formal)         | graduarse                                              |
| tomar/beber                                                | tomar / beber                  | tomar / beber                          | beber                                                  |
| video                                                      | video                          | video                                  | vídeo                                                  |
| celular/teléfono (aunque sea un teléfono celular)          | celular                        | celular                                | móvil                                                  |
| computadora                                                | computadora                    | computadora                            | ordenador                                              |
| el sartén / la paila / freidora                            | el sartén                      | la sartén / el sartén                  | la sartén                                              |
| hornillo / quemador                                        | quemador                       | hornalla                               | quemador                                               |